# Ajahn Mun

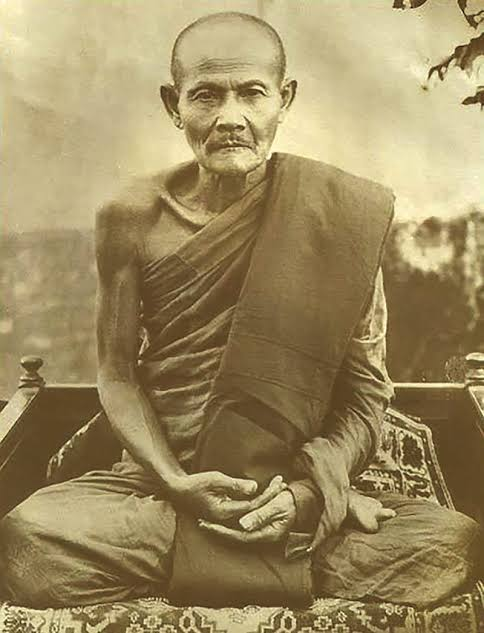
Ajahn Mun

Ajahn Mun, pháp danh đầy đủ là Ajahn Mun Bhūridatta Thera (tiếng Thái: มั่น ภูริทตฺโต, chuyển tự: Man Phurithatto; tiếng Lào: ຫຼວງປູ່ມັ່ນ ພູຣິທັຕໂຕ; 1870–1949) hay được tôn xưng là Phra Ajahn Mun Bhūridatta Thera) là một thiền sư nổi tiếng của Thái Lan, đã cùng với thiền sư Ajahn Sao Kantasīlo sáng lập phái thiền trong rừng. Ajahn Mun tên thật là Mun Kaenkaew, sinh năm 1870 ở làng Kham Bong, huyện Khong Chiam, tỉnh Ubon Ratchathani, Đông Bắc Thái Lan. Ông xuất gia tại ngôi chùa trong làng, hai năm sau thì hoàn tục. Năm 1893, ông xuất gia trở lại, thọ Cụ túc giới tại chùa Wat Liab, được đặt pháp danh là "Bhūridatta" có nghĩa là "đầy đủ trí tuệ". Tại chùa Wat Liab, ông học thiền quán dưới sự hướng dẫn của sư Ajahn Sao Kantasīlo. Một thời gian sau, ông tự ngộ ra đường lối thiền quán hướng tâm vào bên trong với chính niệm, ngăn ngừa không để tâm phóng “ra ngoài” vởn vơ đó đây một cách bất định và vô ích. Ông thực hành phương pháp thiền này nhiều năm trong khi tu khổ hạnh cô độc trong vùng rừng núi ở Isan, Lào và Myanmar. Ngoài học với sư Ajahn Sao Kantasīlo, ông còn gặp và trao đổi, học với sư Chao Khun Phra Upāli Guṇūpamācariya (Siricando) ở chùa Wat Boromnivas tại Bangkok. Các học trò của Ajahn Mun gồm: Ajahn Suwan, Ajahn Singh Khantyāgamo, Ajahn Mahā Pin Paññābalo, Ajahn Tet Desaraṅsi, Ajahn Fahn Ᾱcāro, Ajahn Khao, Ajahn Chah và nhiều người khác.